# 脫清人
脫清人指的是琉球處分期間，因不滿日本統治而流亡清朝以求復國的琉球人，以向德宏、林世功最為出名。

## 概要
1872年，日本宣佈廢除琉球國，并改為琉球藩。隨後又於1874年強迫琉球停止向清朝朝貢。這引起了親清派（日本人呼之為「頑固黨」）人士的不滿和恐慌，1875年，原琉球國遣紫巾官向德宏、都通事蔡大鼎、通事林世功等人，假借探問未歸國的進貢使毛精長的名義，赴清朝交涉，是為脫清人之始。1879年，日本兼併琉球後，因沖繩縣警察的鎮壓和逮捕，不滿日本統治的琉球人紛紛流亡清朝。一方面出於政治避難，另一方面向清朝上書請願，希望憑藉清朝的力量重建琉球國。

## 琉球人流亡清朝事件列表
| 時間   | 清朝年號 | 日本年號 | 代表人物                                                                  | 人數 | 備注                                                             |
| ------ | -------- | -------- | ------------------------------------------------------------------------- | ---- | ---------------------------------------------------------------- |
| 1874年 | 同治13年 | 明治7年  | 毛精長 （國頭親雲上盛乘）                                                 | 不詳 | 毛精長為最後一任進貢使， 琉球滅亡後不再歸國。 死後葬於福州。     |
| 1876年 | 光緒2年  | 明治9年  | 向德宏 （幸地親方朝常）、 蔡大鼎 （伊計親雲上） 林世功 （名城里之子親雲上） | 19人 | 赴清朝交涉朝貢一事                                               |
| 1879年 | 光緒5年  | 明治12年 | 湖城以正 （蔡氏）、 神山庸忠 （殷氏）                                     | 13人 | 湖城以正是空手道高手。 神山庸忠是親清派神山庸榮之子              |
| 1880年 | 光緒6年  | 明治13年 | 富名腰朝衛 （向氏）                                                       | 2人  | 山奉行筆者，位階「親雲上」，時年49歲                             |
| 1882年 | 光緒8年  | 明治15年 | 毛鳳來 （富川親方盛奎）、 王大業 （國場親雲上大業）                       | 2人  | 毛鳳來是最後一任三司官之一                                       |
| 1882年 | 光緒8年  | 明治15年 | 湖城以恭（蔡氏）                                                          | 3人  |                                                                  |
| 1882年 | 光緒8年  | 明治15年 | 真壁德名                                                                  |      |                                                                  |
| 1882年 | 光緒8年  | 明治15年 | 馬必選 （國頭親雲上必達）                                                 | 3人  |                                                                  |
| 1883年 | 光緒9年  | 明治16年 | 向有德 （浦添親方朝忠）                                                   | 42人 | 按司奉行，時年37歲                                               |
| 1884年 | 光緒10年 | 明治17年 | 仲本進輝                                                                  | 5人  |                                                                  |
| 1884年 | 光緒10年 | 明治17年 | 宜野座朝義 （向氏）                                                       | 6人  |                                                                  |
| 1884年 | 光緒10年 | 明治17年 | 毛有慶 （龜川親方盛棟）                                                   | 4人  | 毛有慶於次年歸國， 與祖父毛允良（龜川親方盛武） 同被沖繩警察逮捕 |
| 1885年 | 光緒11年 | 明治18年 | 向龍光 （津嘉山親方朝助） 與其次子 向廷選（津嘉山朝克）                   | 2人  | 親清派首領。 因毛有慶被捕而流亡清朝                              |
| 1892年 | 光緒18年 | 明治25年 | 毛有慶 （龜川親方盛棟）                                                   |      | 親清派首領。 政治避難                                            |
| 1896年 | 光緒22年 | 明治29年 | 向志禮 （義村按司朝明）                                                   | 5人  | 義村御殿三世。親清派首領。 因甲午戰爭清朝戰敗而流亡清朝避難      |

## 相關資料
- 向德宏初次稟稿
- 琉球救国請願書集成 （页面存档备份，存于） 琉球大学学術リポジトリ